# Young Girl (canção)
"Young Girl" foi uma música feita por Gary Puckett & The Union Gap lançado em 1968. Embora não tenha sido um hit #1 na Billboard (Puckett sendo um artista americano), atingindo o #2 na Billboard Hot 100, alcançou a posição #1 no UK Singles Chart e Cash Box.
No Reino Unido, a gravação teve uma segunda tabela executada em 1974, quando alcançou a posição #6.
Danny Tanner cantou essa música em um episódio de Full House.
A parte do coro de "Young Girl" foi mostrada na cancao de Plan B, "Charmaine". Ambos os "Young Girl" e "Charmaine" são sobre amor jovem proibido (note as letras "Young Girl, get out of my mind / My love for you is way out of line").
No início de 1980, Gary Glitter manifestou interesse em fazer uma versão cover da música em uma entrevista de rádio com John Peel no entanto isso nunca se concretizou.
No episódio de Glee intitulado "Ballad" a canção foi usada em um mash-up com "Don't Stand So Close to Me" de The Police. As linhas Young girl, get out of my mind / My love for you is way out of line foram alteradas para Young girl, you're out of your mind / Your love for me is way out of line.
No episodio de Son of the Beach intitulado "A Tale of Two Johnsons", Notch a canção é utilizada três vezes: na praia, quando o seu clone o mata e durante o Livestock.
O Rapper Inglês Plan B utilizou uma amostra de sua canção "Charmaine" no álbum "Who Needs Actions When You Got Words".